# اوراسایا سربند
اوراسایا سربند (تایلندی: อุรัสยา เสปอร์บันด์؛ زادهٔ ۱۸ مارس ۱۹۹۳) که بیشتر با نام یایا معروف است، بازیگر و مدل تایلندی است. او جوایز و لوح‌های تقدیر متعددی از قبیل: یک جایزه انجمن ملی فیلم تایلند، یک جایزه مایا، یک جایزه زرین تلویزیون و سه جایزه مخالا را دریافت کرده‌است.
سربند حرفه بازیگری خود را با حضور در برنامه کمدی پئون سی لانگ هون (Peun See Long Hon) سال ۲۰۰۸ شروع کرد. او با ایفای نقش اصلی در سریال‌های قلب آکانه (۲۰۱۰) (با نام تایلندی: Duang Jai Akkanee)، بازی عشق بازی نفرت (۲۰۱۱)، این زمین مال کیه؟ (۲۰۱۲) (با نام تایلندی: Torranee Ni Nee Krai Krong)، امواج زندگی (۲۰۱۷) (با نام تایلندی: Khluen Chiwit) و تاج پرنسس (۲۰۱۸) در نزد عموم بیشتر معروف شد.

## فیلم‌شناسی
فیلم
| سال  | نام فیلم             | نقش                | نکات              | مرجع. |
| ---- | -------------------- | ------------------ | ----------------- | ----- |
| ۲۰۲۲ | عشق سریع رو احساس کن |                    |                   | [ ۲ ] |
| ۲۰۲۴ | دلبستگی              | بعد اعلام خواهد شد | در حال فیلمبرداری | [ ۳ ] |

تلویزیون
| سال  | نام                   | نقش | نکات | مرجع.         |
| ---- | --------------------- | --- | ---- | ------------- |
| ۲۰۱۰ | قلب آکانه             |     |      | [ ۴ ] [ ۵ ]   |
| ۲۰۱۱ | خورشید سوزان          |     |      | [ ۶ ]         |
| ۲۰۱۱ | بازی عشق بازی نفرت    |     |      | [ ۷ ]         |
| ۲۰۱۲ | این زمین مال کیه؟     |     |      | [ ۸ ]         |
| ۲۰۱۵ | یکی در قلبم           |     |      | [ ۹ ]         |
| ۲۰۱۷ | امواج زندگی           |     |      | [ ۱۰ ]        |
| ۲۰۱۷ | وقتی بدنهایمان عوض شد |     |      | [ ۱۱ ]        |
| ۲۰۱۸ | تاج پرنسس             |     |      | [ ۱۲ ] [ ۱۳ ] |
| ۲۰۲۲ | رومئوی بد             |     |      | [ ۱۴ ]        |
| ۲۰۲۲ | نجات از غار در تایلند |     |      | [ ۱۵ ]        |